# Protea caffra
Espèce
Classification phylogénétique
Synonymes
- Scolymocephalus caffer
- Protea bolusii
- Protea multibracteata

Protea caffra est une espèce de plantes à fleurs de la famille des Proteaceae. C'est un arbuste ou un arbrisseau de la savane et la forêt tropophile du sud de l'Afrique. Ses feuilles ont l'aspect du cuir et sont dépourvues de poils. La fleur pousse seule ou par groupe de trois ou quatre et possède une involucre dont la couleur se situe entre le rouge pâle et le rose. L'écorce du tronc est utilisé en médecine. 
Le nom de l'espèce provient du terme « Cafrerie » qui désignait la région du nord-est de l'Afrique du Sud au XVIIe siècle.

## Description
Cet arbuste mesure de trois à huit mètres de hauteur et est surmonté d'une cime sphérique. Son tronc à l'écorce liégeuse et épaisse peut être large de 400 millimètres de diamètre. C'est cette écorce qui protège l'arbre du feu qui est une menace récurrente de l'environnement dans lequel il pousse. Les feuilles sont de couleur gris-vert et d'une longueur de 250 millimètres au maximum. La fleur de Protea caffra pousse seule ou en groupe ; elle atteint 80 millimètres de diamètre en comprenant les bractées. Quand elle est pollinisée, la fleur se couvre de poils rougeâtres rassemblés en forme de noix. Le nectar attire des oiseaux et des insectes.

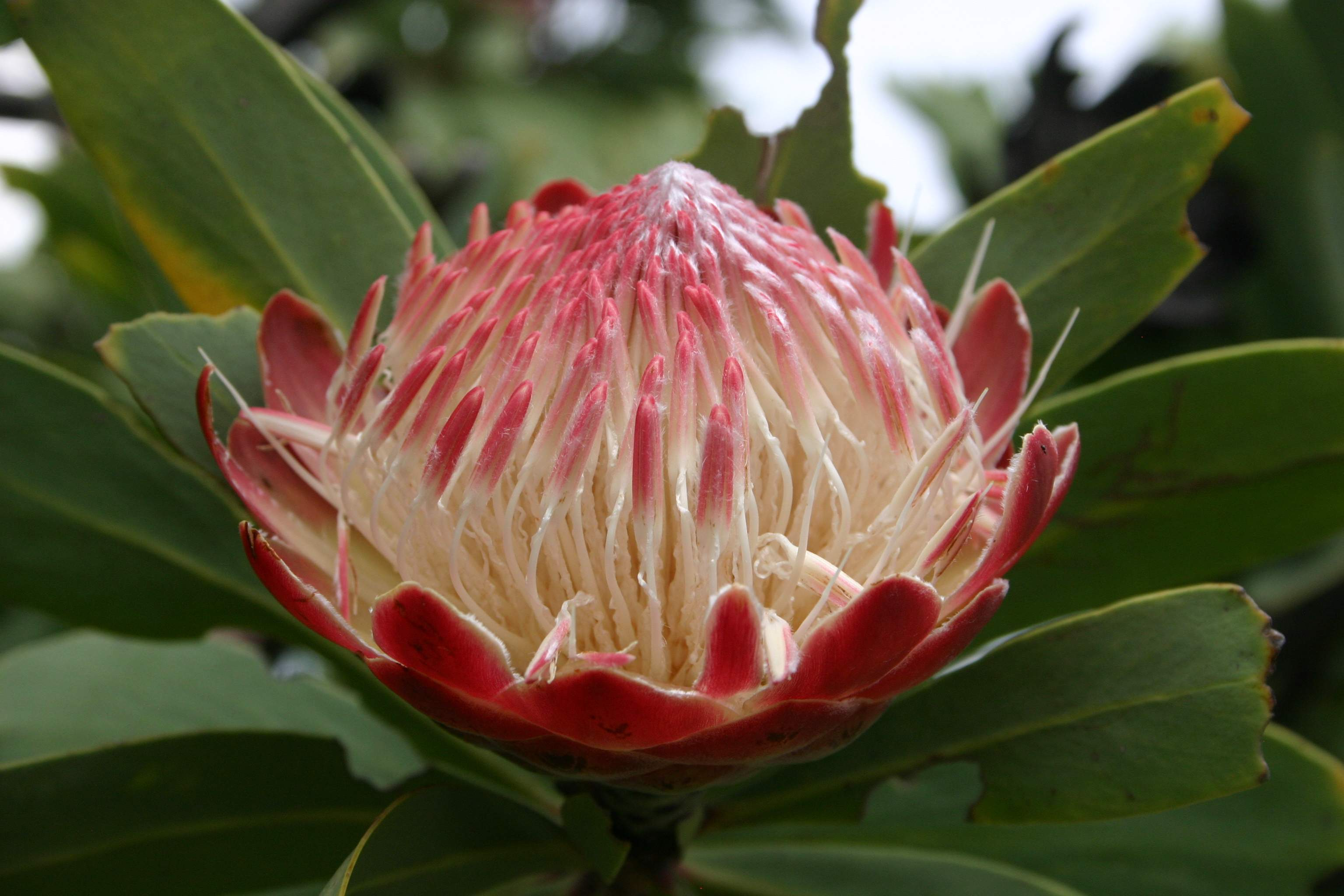
Fleur de Protea caffra dans le Magaliesberg.

## Répartition
Protea caffra est l'espèce du genre Protea la plus représentée en Afrique du Sud, principalement dans les provinces de l'est du pays : le Gauteng, le KwaZulu-Natal, le Mpumalanga et le Cap-Oriental. L'espèce est aussi présente au Lesotho qui est enclavé dans l'Afrique du Sud, au Zimbabwe et au Mozambique un peu plus au nord. L'arbre est visible dans les régions montagneuses où le sol est pauvre, notamment dans le Witwatersrand et le Magaliesberg.

### Culture
L'espèce est difficile à cultiver même si la germination est possible. Il est préférable d'éviter une autre culture à la base de la plante, cela pourrait gêner les racines et mener à sa mort.